# دنیل آکرسون
دنیل آکرسون، (به انگلیسی: Daniel Akerson) (زاده ۲۱ اکتبر ۱۹۴۸) مدیر ارشد اجرایی آمریکایی است، که در فاصله سال‌های ۲۰۱۰ تا ۲۰۱۴ به‌عنوان رییس هیئت مدیره و مدیر عامل اجرایی کمپانی جنرال موتورز فعالیت می‌کرد. وی همچنین عضو هیئت مدیره شرکت آمریکن اکسپرس و نیز آکادمی نیروی دریایی آمریکا می‌باشد.
آکرسون مدرک مهندسی خود را در سال ۱۹۷۰ از آکادمی نیروی دریایی آمریکا اخذ نمود. سپس کارشناسی ارشد را در رشته مدیریت بازرگانی و در مدرسه اقتصاد لندن بپایان رساند.
آکرسون در ماه سپتامبر سال ۲۰۱۰ از سوی هیئت مدیره جنرال موتورز به سمت مدیرعاملی انتخاب و جایگزین ادوارد ویتاکر جونیور شد و در ژانویه ۲۰۱۱ نیز، رییس هیئت مدیره جنرال موتورز گردید. وی هم‌اکنون نایب رئیس هیئت مدیره شرکت کارلایل گروپ می‌باشد.